# Кроше
Кроше или наричан още Кука (на английски: hook) е класически флангов удар от традиционния бокс. Използва се и в други бойни спортове (напр. кикбокс).
Нанася се със сгъната в лакътя ръка, на средна и близка дистанция. Обичайно се насочва към челюстта на противника, но може и да се нанася в трупа, особено в областта на черния дроб. Нанася се както с предностояща, така и със задностояща ръка. Силата на този удар се създава основно от завъртането на тялото и пренасянето на центъра на тежестта.